# Amethysphaerion falsus
Amethysphaerion falsus är en skalbaggsart som beskrevs av Martins 1995. Amethysphaerion falsus ingår i släktet Amethysphaerion och familjen långhorningar.
Artens utbredningsområde är Venezuela. Inga underarter finns listade i Catalogue of Life.